# Nibra (India)
Nibra è una suddivisione dell'India, classificata come census town, di 22.288 abitanti, situata nel distretto di Howrah, nello stato federato del Bengala Occidentale. In base al numero di abitanti la città rientra nella classe III (da 20.000 a 49.999 persone).

## Geografia fisica
La città è situata a 22° 36' 50 N e 88° 15' 17 E e ha un'altitudine di 9 m s.l.m..

## Società

### Evoluzione demografica
Al censimento del 2001 la popolazione di Nibra assommava a 22.288 persone, delle quali 11.601 maschi e 10.687 femmine. I bambini di età inferiore o uguale ai sei anni assommavano a 3.114, dei quali 1.591 maschi e 1.523 femmine. Infine, coloro che erano in grado di saper almeno leggere e scrivere erano 16.124, dei quali 8.784 maschi e 7.340 femmine.